# Жарко Лазетић
Жарко Лазетић (Титова Митровица, 22. фебруар 1982) бивши је српски фудбалер, а садашњи фудбалски тренер. Тренутно води Макаби из Тел Авива.

## Играчка каријера
У млађим категоријама је био играч Црвене звезде а затим је играо за Обилић, Сартид Смедерево, ФК Београд са Карабурме и Бежанију, из које је и дошао у Партизан у зимској паузи у сезони 2006/07.
Недуго по доласку у Партизан, постигао је гол за „црно-беле” у вечитом дербију у фебруару 2007, када је Партизан савладао Звезду са 4:2 на њеном терену. Лазетић је са Партизаном освојио првенство и Куп Србије у сезони 2007/08. После две године у дресу Партизана, Лазетић је прешао у екипу Војводине, а касније је играо на Родосу, у Индонезији а пред крај каријере је био играч Јавора и Бежаније.
Његов брат Никола је такође био фудбалер.

## Тренерска каријера
У октобру 2015, Лазетић је почео да ради као помоћни тренер Ивана Томића у Телеоптику. Након што је Томић у децембру исте године преузео Партизан, и Лазетић је дошао са њим као помоћник. Био је на позицији помоћника све до Томићеве оставке крајем јула 2016. године. Лазетић је у октобру 2016. преузео кадете Партизана, са којима је освојио титулу првака Србије у сезони 2016/17.
Након кадета водио је и омладинце Партизана, а потом се у јуну 2018. вратио у први тим црно-белих, овога пута као помоћник Мирославу Ђукићу. Почетком августа 2018. Ђукић је смењен а Лазетић је остао да ради у стручном штабу Партизана и код новог тренера Зорана Мирковића. Након Мирковићеве смене у марту 2019, Лазетић је као вршилац дужности главног тренера водио Партизан на две утакмице. Забележио је победу у Купу против Напретка (4:0) и пораз у првенственој утакмици од суботичког Спартака (1:3).
У априлу 2019. је преузео место првог тренера Телеоптика, који се у том моменту борио за опстанак у Првој лиги Србије. Лазетић није успео са Телеоптиком да сачува прволигашки статус, али је остао на месту стручног штаба како би водио тим у Српској лиги Београд. На клупи Телеоптика је био до 31. октобра 2019. када је напустио клуб због лоших резултата. Лазетићев тим је након првих 11 мечева у трећем рангу такмичења освојио девет бодова и налазио се на последњем, 16. месту на табели. У Купу Србије, Телеоптик је са Лазетићем на клупи изненађујуће избацио суперлигаша Вождовац у шеснаестини финала.
У јуну 2020. је постављен за тренера Металца из Горњег Милановца.

## Трофеји (као играч)
Бежанија
- Прва лига Србије (1): 2005/06.

Партизан
- Суперлига Србије (1): 2007/08.
- Куп Србије (1): 2007/08.

Индивидуална признања
- Најбољи стрелац Прве лиге Србије (1): 2005/06.
- Најбољи стрелац Купа Србије (1): 2006/07.

## Трофеји (као тренер)
Макаби Тел Авив
- Премијер лига Израела (1): 2024/25.
- Суперкуп Израела (1): 2024.

Индивидуална признања
- Тренер месеца у Суперлиги Србије (1): јул 2021/22.